# No. 85 Squadron RAF
Le No. 85 Squadron RAF est un squadron de la Royal Air Force. Il sert pour la dernière fois en 2011, en tant que No. 85 (Reserve) Squadron affecté à RAF Church Fenton.
Il est fondé en 1917 durant la Première Guerre mondiale et est destiné à la formation des pilotes, à la Central Flying School. Il intervient sur le front de l'Ouest à partir de mai 1918. Avec l'arrivée d'Edward Mannock au commandement, le squadron prend des initiatives plus offensives. Après la guerre, le squadron retourne en Angleterre en février 1919 et dissous en juillet de la même année.
Il est reformé en juin 1938, sur base du No. 87 Squadron RAF. Dès le début de la Seconde Guerre mondiale, le squadron est envoyé sur le front français avec le Corps expéditionnaire britannique. Lors de l'invasion allemande en mai 1940, l'aérodrome du squadron est fortement bombardé par la Luftwaffe et les pertes sont importantes. Évacué de France, il est réaffecté en Angleterre dès juin 1940 et participe à la Bataille d'Angleterre. Réaffecté dans le Yorkshire en septembre, il commence à opérer des patrouilles de nuit et ce, durant tout le reste de la guerre.
Après la guerre, les opérations de nuit continuent et le squadron reçoit des avions à réaction. En décembre 1975, il est réformé et opère désormais comme défense anti-aérienne et ce, jusque dans les années 90. Avec la chute de l'Union soviétique et la disparition du pacte de Varsovie, le squadron est démantelé en juillet 1991. 
Le No. 85 Squadron est reformé en 2008 comme unité de réserve, sous le nom de No 85 (Reserve) Squadron pour être finalement totalement dissous en août 2011.